# げろバス

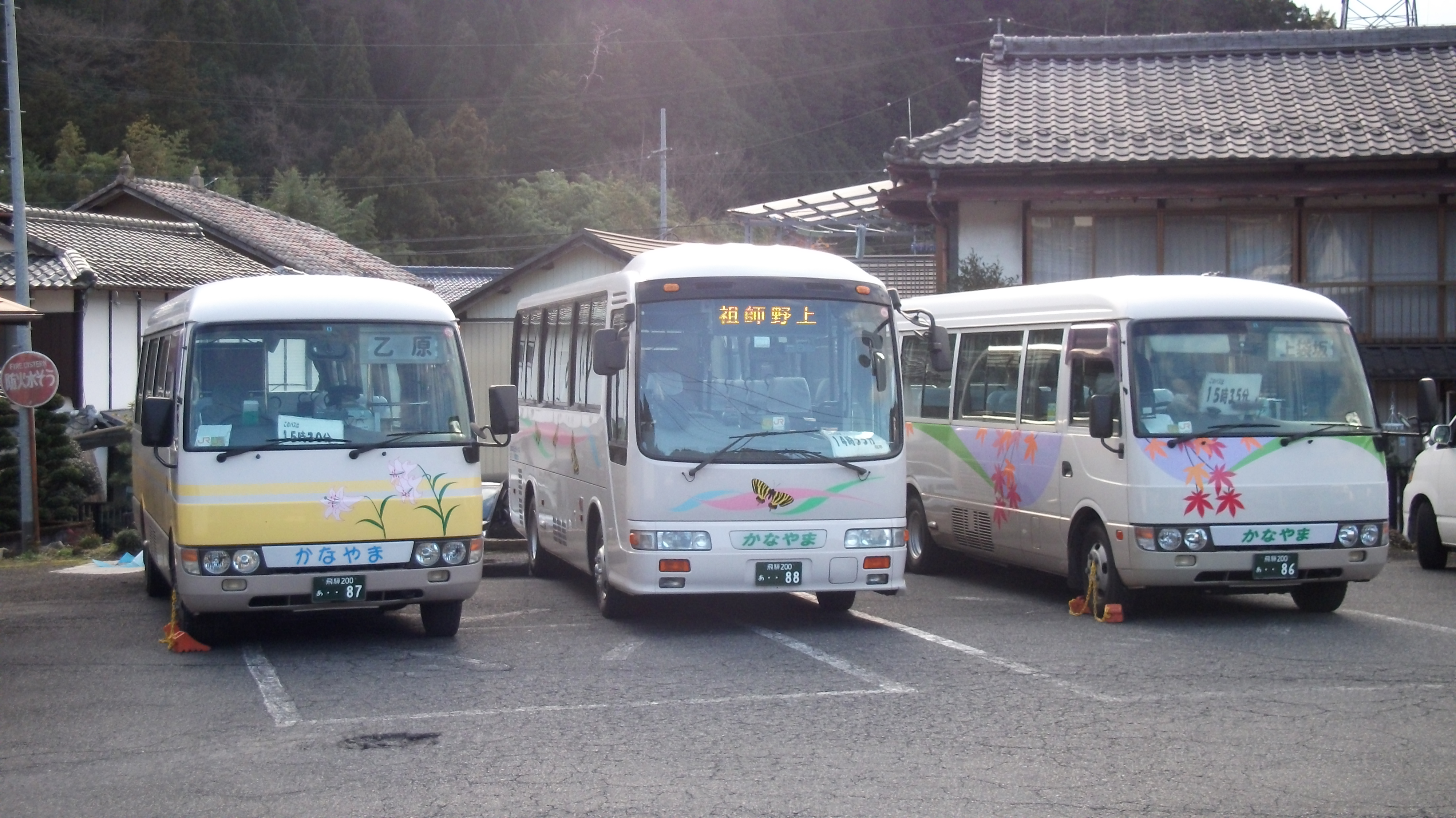
げろバス金山の車両
2011年12月、飛騨金山駅前にて

げろバスは、岐阜県下呂市が運行するコミュニティバスである。コミュニティバス（定時定路線）の「げろバス」と予約制の「デマンドバス」を運行している。
運行は、濃飛乗合自動車（濃飛バス下呂営業所）、地元のタクシー・小型貸切バス事業者の株式会社ライドシステムズに委託している。

## 沿革
- 2004年3月1日 - 益田郡下呂町、萩原町、金山町・小坂町・馬瀬村が合併し、下呂市が発足。
- 2008年4月1日 - 合併前の3町から引き継いだ自主運行バス・コミュニティバスの路線見直しと運賃体系統一を行い「げろバス」へ再編。
- 2015年4月1日 - 濃飛バス馬瀬線廃止。廃止代替として「げろバス馬瀬」の運行を開始。
- 2020年3月31日 - 「げろバス小坂」「げろバス馬瀬」を廃止。翌4月1日より、それぞれデマンド型交通の「デマンド小坂」「デマンド馬瀬」へ再編[4]。
- 2024年9月30日 - 「げろバス金山」を廃止。翌10月1日より、デマンド型交通の「デマンド金山」へ統合。

## 運賃・乗車券類
運賃
- 「げろバス」の運賃は対キロ多区間制[1]、初乗りは100円（2023年4月1日現在）[1]。
- デマンドバスの運賃は均一運賃制[1]、大人520円、中高生等150円（13歳 - 18歳）、小人100円（小学生以下）[1]。

福祉乗車証
- 下呂市が発行する福祉乗車証「福祉パスポート」があり、げろバス・デマンドバス全路線（デマンドバスは2022年度から）および濃飛バス一般路線（下呂市内に限る）に乗車できる。有効期限は毎年度末（毎年3月31日）で、金額は購入時期により異なる（4月1日購入の場合は11,000円）[5]。対象は65歳以上の高齢者、各種障害者手帳（身体障害者手帳・療育手帳・精神障害者保健福祉手帳）を所持する障害者、運転経歴証明書所持者など[5]。
- デマンドバス専用の「デマンドバス年間利用券」があり、購入日から1年間有効で、金額は路線ごとに6,000円。対象者は「福祉パスポート」に同じ[1]。

## 路線

### げろバス
コミュニティバスとして以下の3路線が設定され、毎日運行される。運営には岐阜県から補助を受けている。

#### げろバス下呂
少ヶ野もしくはJR高山線下呂駅前を起点に、旧下呂町内を運行する。下記の3系統がある。
上原線
- 少ヶ野 - 船渡 - 下呂駅前（ - 下呂温泉病院 - 下呂駅前）- 門和佐 - 芋沢上 - 川渡

下呂駅と下呂温泉病院は折り返し区間で、一部の上り便のみ運行。
中原線
- 少ヶ野 - 船渡 - 下呂駅前（ - 下呂温泉病院 - 下呂駅前）- 井之口 - 二の樽

下呂駅と下呂温泉病院は折り返し区間で、一部の上り便のみ運行。
循環線
上原線と中原線を周回（ - 川渡 - 二の樽 - ）間で接続。

#### げろバス萩原
JR高山線飛騨萩原駅前を起点に、主に旧萩原町内を運行する。下記の2系統があり、一部の便で南北直通便がある。
川西北線
- 萩原駅前 - 四美辻（ - 南飛騨健康増進センター - 嫁谷橋 - 四美辻）- 上之田

四美辻と南飛騨健康増進センター、嫁谷橋間は折り返し区間で、一部の便のみ運行。
川西南線
- 萩原駅前 - 下呂駅前（ -下呂温泉病院）

下呂温泉病院行きは一部の便のみ運行。

### デマンドバス
デマンドバスとして以下の路線が設定され、定時定路線運航の路線を除き、予約があった日のみ予約時間に合わせて運行される。

#### デマンド金山
主に旧金山町内を運行する。下記の3系統がある。
北まわり
- 金山地区 - 乙原・祖師野地区（一部便は土曜運行、日曜は全便運休）日曜日以外の祝日は運行

南まわり
- 金山地区 - 菅田地区（一部便は土曜運行、日曜は全便運休）日曜日以外の祝日運行

市街地循環線（定時定路線運行　予約不要）
- 飛騨金山駅 - 金山振興事務所 - マツオカ金山店 - 市立金山病院 - 金山郵便局 - ゲンキー金山店 - 金山市民会館(月曜日〜金曜日(祝日含む)運行）

#### デマンド上原・中原
主に旧下呂町内を平日のみ運行する。下記の3系統がある。
久野川まわり
- 下呂地区 - 焼石・久野川地区（火・木運行）

蛇之尾まわり
- 下呂地区 - 田口・蛇之尾地区（水・金運行）

中原-金山まわり
- 焼石・久野川地区 - 金山地区（月曜運行）

#### デマンド小坂
主に旧小坂町内を平日のみ運行している。下記の2系統がある。元は「げろバス」の路線であった。
湯屋線
- 小坂地区 - 湯屋・坂下地区

松尾線
- 小坂地区 - 松尾・大島地区

#### デマンド馬瀬
主に旧馬瀬村内を平日のみ運行している。下記の3系統がある。元は「げろバス」の路線で、濃飛バス馬瀬線の廃止代替バスであった。
萩原買い物・通院便
- 馬瀬地区 - 萩原地区

下呂温泉病院・下呂駅便
- 馬瀬地区 - 下呂地区

馬瀬地域巡回便
- 馬瀬地区内